# Aion LX
Aion LX ― це середньорозмірний електричний кросовер виробництва GAC Aion. Він був представлений на автосалоні в Шанхаї у квітні 2019 року.

## Історія

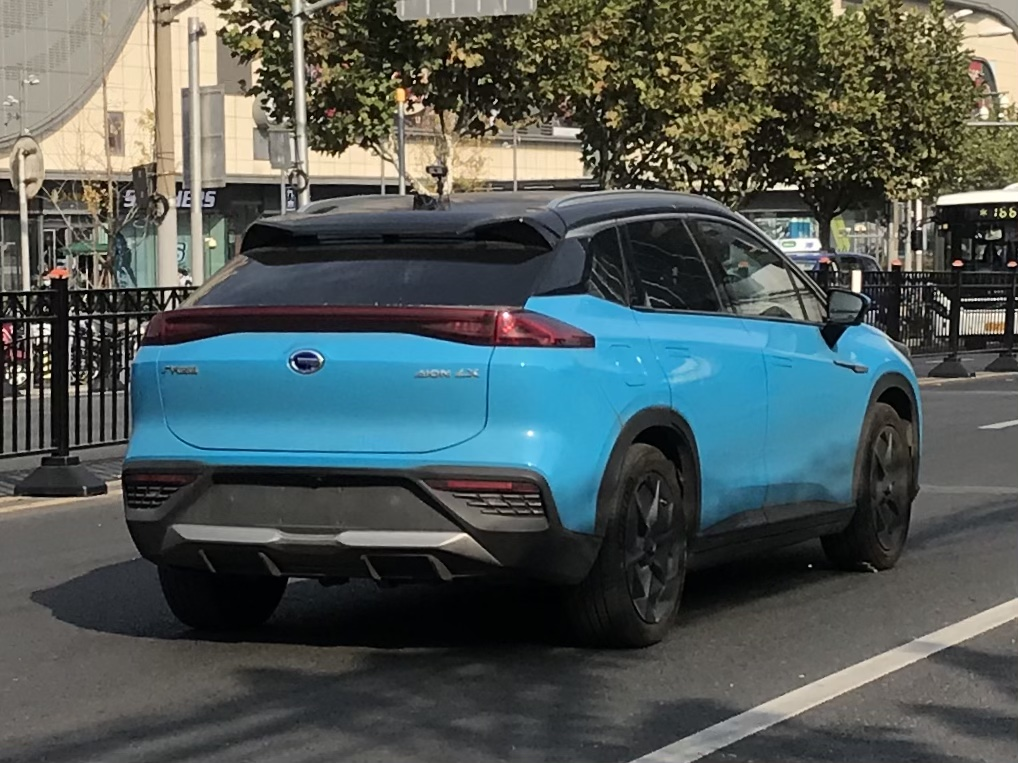

Aion LX був представлений на виставці Auto Shanghai у квітні 2019 р. Попередні продажі LX розпочалися у серпні 2019 р., а виробництво - у жовтні 2019 р.
Це другий автомобіль, що продається під суббрендом GAC New Energy Aion після Aion S.

## Aion LX Fuel Cell
28 липня 2020 року на заході GAC Tech Day компанія GAC представила версію Aion LX на паливних елементах з відмінною від електричної версії решіткою радіатора для тестування водневих технологій. 
Час заправки Aion LX Fuel Cell становить 3-5 хвилин, а запас ходу - понад 650 кілометрів.

## Aion LX Plus
Представлений у листопаді 2021 року, Aion LX Plus є оновленим варіантом повністю електричного Aion LX, який трохи довший, має інший дизайн (запозичений у меншого Aion V Plus) і оснащений батареєю ємністю 144,4 кВт-год. 

В аноді батареї використовується технологія кремнієвої губки.

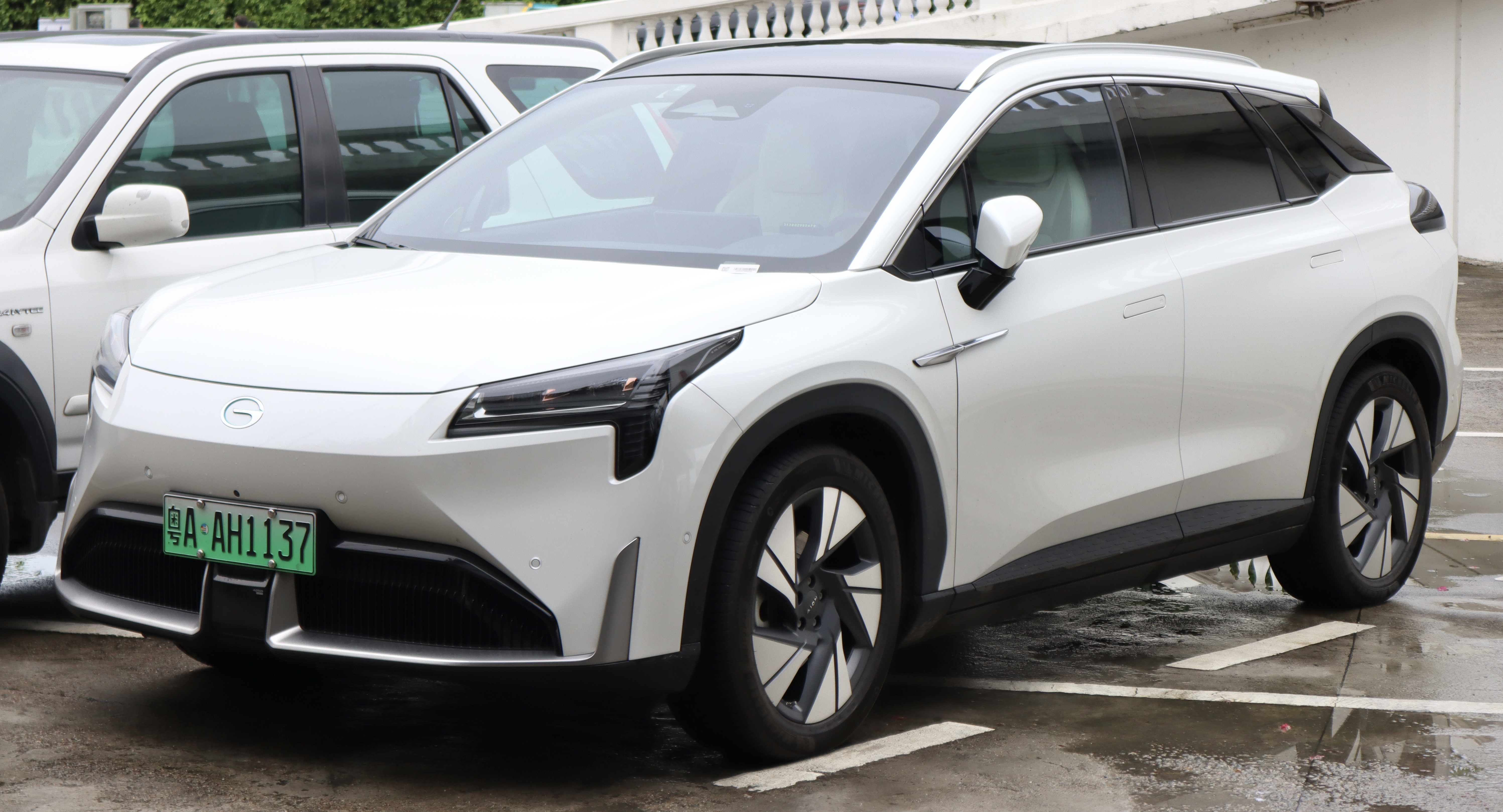
Aion LX Plus
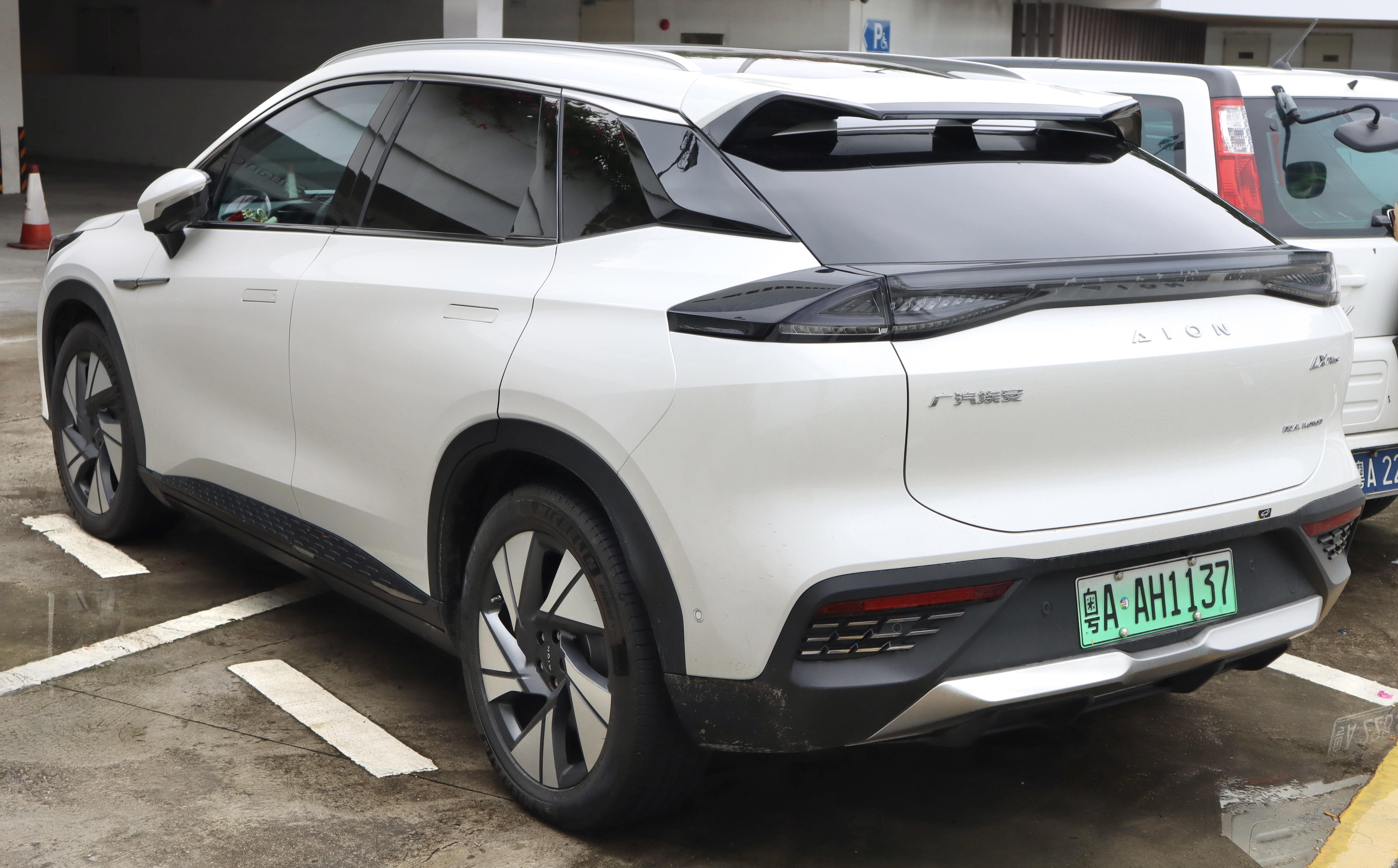

### Специфікації
| Модель                              | LX 60               | LX 70              | LX 80               | LX 80D              | LX 80D Max          |
| ----------------------------------- | ------------------- | ------------------ | ------------------- | ------------------- | ------------------- |
| Акумулятор                          | 70 кВт·год (NCM523) |                    | 93 кВт·год (NCM811) | 93 кВт·год (NCM811) | 93 кВт·год (NCM811) |
| Вага                                | 1900 кг             | 1900 кг            | 2040 кг             | 2180 кг             | 2180 кг             |
| Запас ходу (NEDC)                   | 503 км              | 520 км             | 650 км              | 600 км              | 600 км              |
| Споживання енергії (кВт·год/100 км) | 15.7                | 15,5               | 15.8                | 17.1                | 17.1                |
| Макс. потужність                    | 135 кВт (184 к.с.)  | 135 кВт (184 к.с.) | 150 кВт (204 к.с.)  | 300 кВт (408 к.с.)  | 300 кВт (408 к.с.)  |
| Макс. крутний момент                | 350 Нм              | 350 Нм             | 350 Нм              | 700 Нм              | 700 Нм              |
| Привід                              | Передній привід     | Передній привід    | Передній привід     | Повний привід       | Повний привід       |
| Ціна                                | 249 600 юанів       | 259 600 юанів      | 279 600 юанів       | 299 600 юанів       | 349 600 юанів       |

## Особливості
На даху Aion LX встановлені сонячні панелі, які використовуються для обігріву та охолодження салону. Безпілотне паркування та автономне водіння 4-го рівня також доступні в LX.
Переднє пасажирське сидіння можна автоматично пересувати вперед з задньої панелі управління, як у Mercedes-Benz S-класу. Задні сидіння мають розкладні підставки для ніг.

## Екстер'єр
В екстер'єрі Aion LX використані ті ж дизайнерські прийоми, що й у Aion S і V, з таким же дизайном передніх фар і задньої стійки задніх ліхтарів.
Можна замовити глянцеві чорні аеродинамічні колісні диски, карбонові дзеркала заднього виду і карбонову С-стійку.

## Hycan 007
У квітні 2019 року GAC та Nio оголосили про створення спільного бренду електромобілів під назвою Hycan. 20 травня 2019 року Hycan представив концепт 007, який являє собою Aion LX з оновленим дизайном передньої та задньої частини, інтер'єру та коліс.
27 грудня 2019 року було представлено практично незмінний серійний Hycan 007, який надійшов у попередній продаж, а у квітні 2020 року був офіційно зареєстрований для продажу на китайському ринку за стартовою ціною 262 000 юанів (37 343 доларів США).
007 доступний у трьох комплектаціях: Base, Plus і Top. 

Базова комплектація Base має акумуляторну батарею ємністю 73 кВт-год  із запасом ходу NEDC 523 км і часом розгону від 0 до 100 км/год 8.2 секунди, тоді як вищі комплектації Plus і Top мають батарею ємністю 93 кВт-год із запасом ходу NEDC до 643 км і часом розгону від 0 до 100 км/год 7,9 с. Запас ходу топової версії на 42 км більший, ніж у топової комплектації LX, яка має запас ходу лише 600 км.

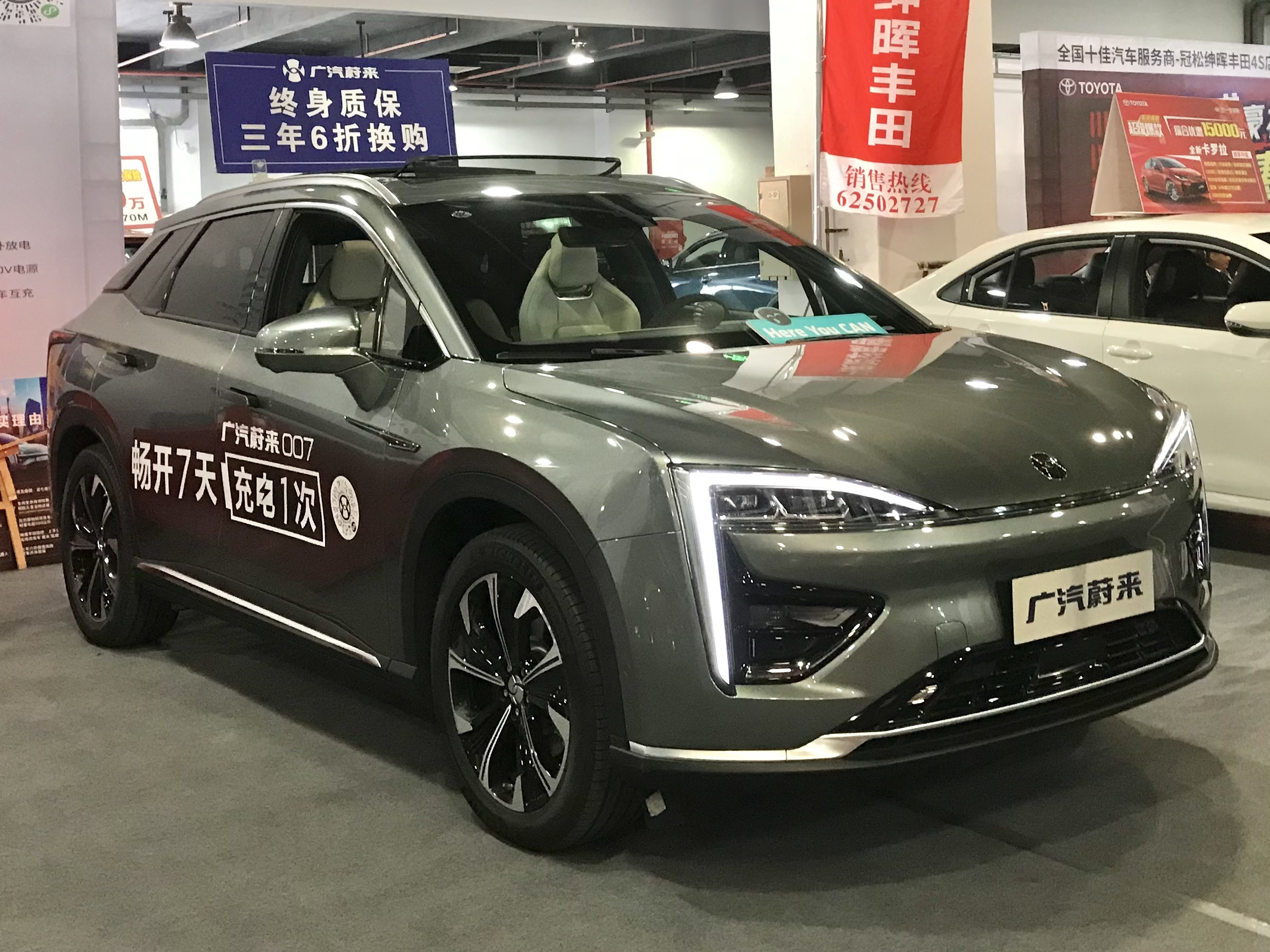
Hycan 007
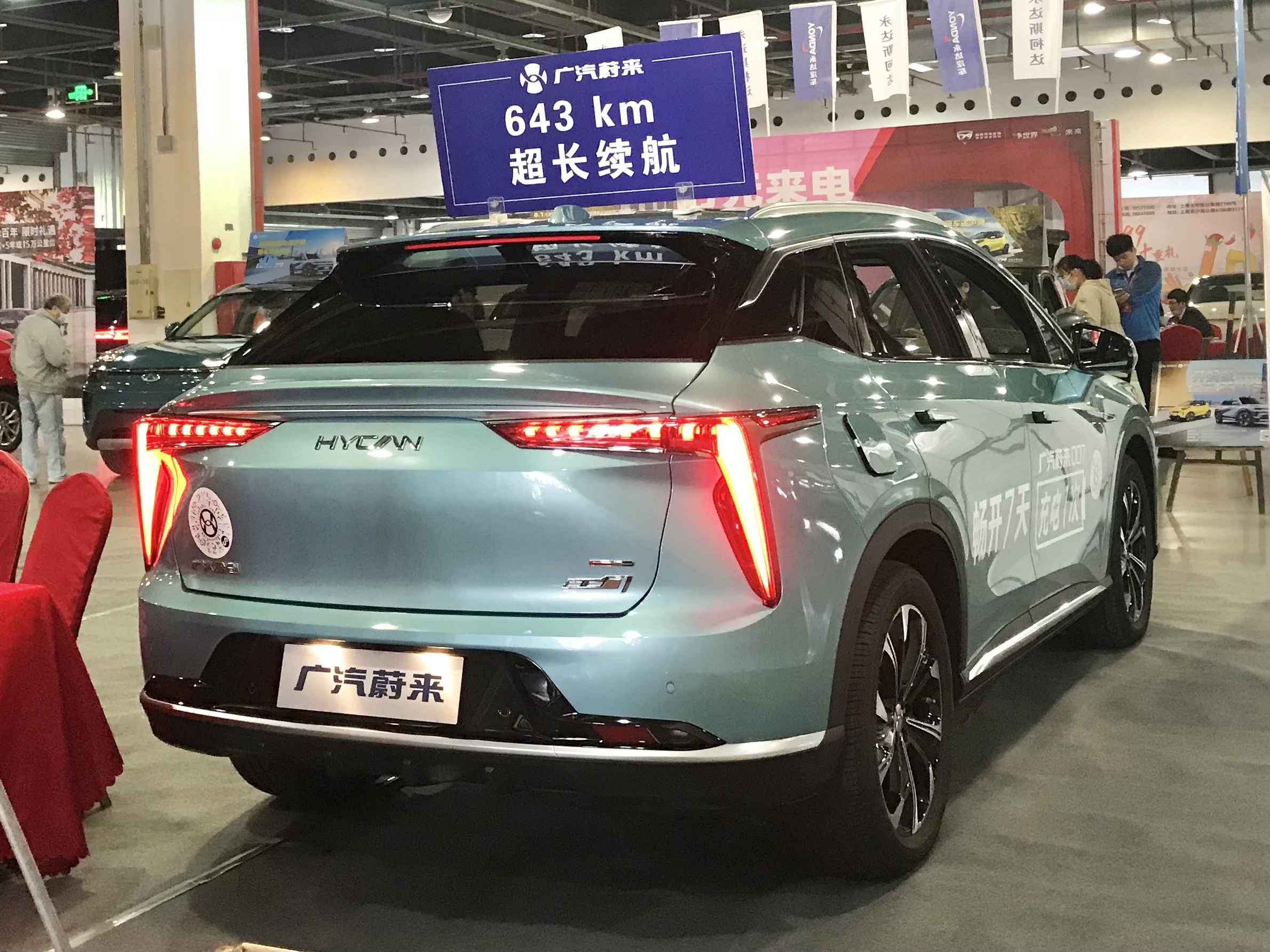
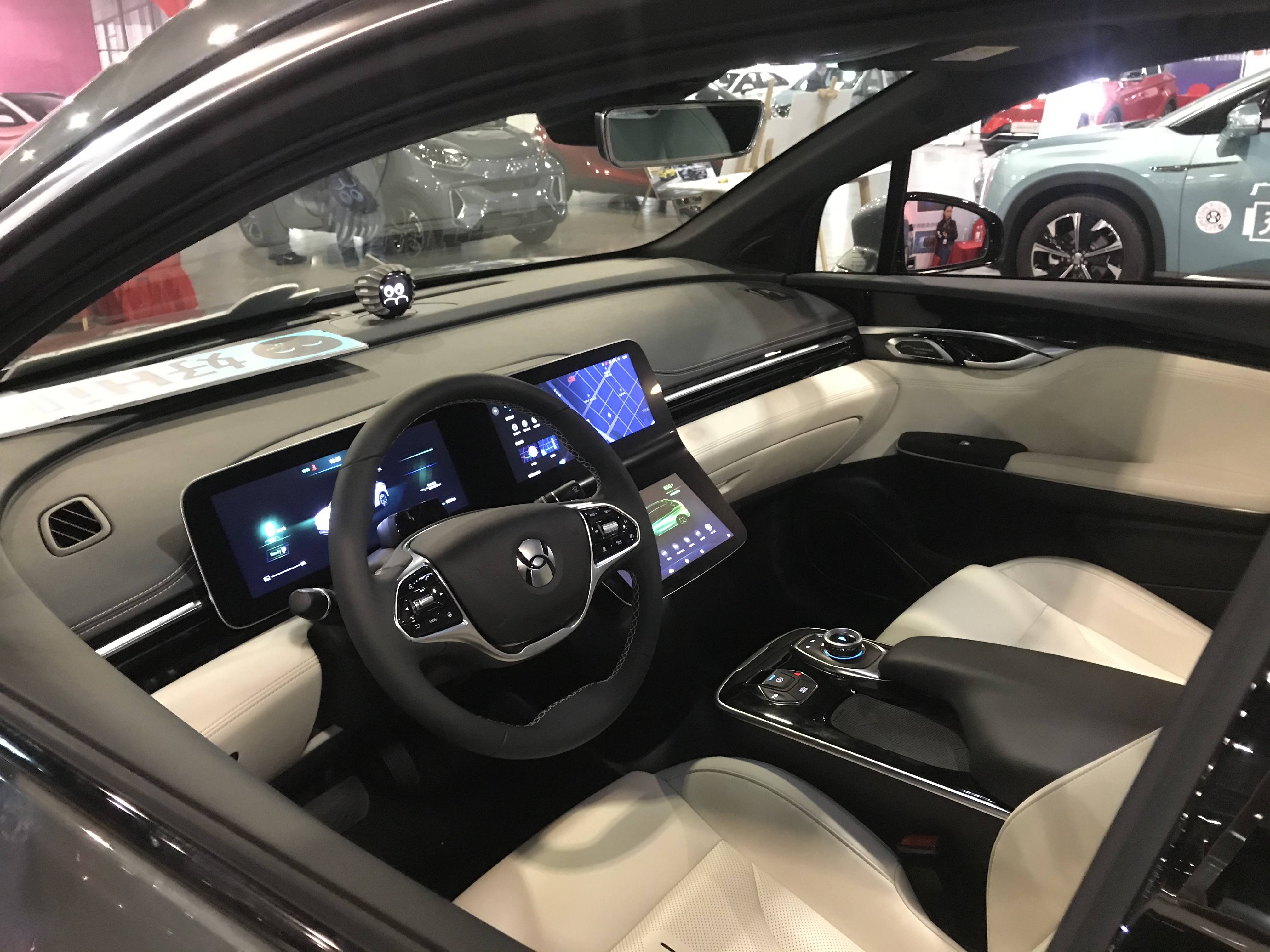

## Продажі
| Календарний рік | Продажі | Нотатки                         |
| --------------- | ------- | ------------------------------- |
| 2019            | 1341    | Розпродажі починаються у жовтні |
| 2020            | 2744    |                                 |
| 2021            | 1003    |                                 |
| 2022            | 3 990   |                                 |
| 2024            | 432     |                                 |

| Рік  | Китай |
| ---- | ----- |
| 2021 | 306   |
| 2022 | 102   |
| 2023 | 26    |